# Aleksander Niweliński
Aleksander Niweliński (ur. 4 września 1953 w Krakowie) – polski zootechnik.

## Życiorys
Absolwent Akademii Rolniczej w Krakowie oraz podyplomowych studiów z zootechniki. W 1975 rozpoczął pracę na stanowisku pielęgniarza w Ogrodzie Zoologicznym w Krakowie, od 1990 pełnił w nim funkcję zastępcy dyrektora. W latach 1997–2014 dyrektor Ogrodu Zoologicznego w Płocku. W okresie od 1 października 2014 do 31 października 2015 dyrektor Ogrodu Zoologicznego w Poznaniu (Stare Zoo, Nowe Zoo).  
Odbył staże zawodowe w ogrodach zoologicznych w Brazylii, Holandii, Austrii i Stanach Zjednoczonych. Od 2009 funkcjonuje w zarządzie Rady Dyrektorów Polskich Ogrodów Zoologicznych, na kadencję 2013-2017 wybrany jej przewodniczącym. Członek Grupy Doradczej EAZA ds. Hodowli Gadów i Płazów oraz przedstawiciel Polskich Ogrodów Zoologicznych przy EAZA Council (Rada Europejskiego Stowarzyszenia Ogrodów i Akwariów). 
Autor 32 publikacji i tłumaczeń naukowych z zakresu hodowli zwierząt nieudomowionych i ich ochrony. Zna język angielski i niemiecki.